# Mabaruma
Mabaruma est une ville du Guyana, chef-lieu de la région de Barima-Waini. Elle est située à proximité de la rivière Aruka, qui marque la frontière avec le Venezuela, sur un plateau exigu surmontant la forêt tropicale. Elle a remplacé Morawhanna - ville menacée d'inondation - comme capitale régionale. C'est à Mabaruma que se trouve le premier établissement d'enseignement secondaire de la région, construit en 1965.

## Histoire
Son existence est attestée en 1894.

## Hydrographie
Le village est traversé par la Barima.